# Héritier Watanabe
Pour les articles homonymes, voir Watanabe.
 (janvier 2023).
Si vous disposez d'ouvrages ou d'articles de référence ou si vous connaissez des sites web de qualité traitant du thème abordé ici, merci de compléter l'article en donnant les références utiles à sa vérifiabilité et en les liant à la section « Notes et références ».
Héritier Watanabe (de son vrai nom Héritier Bondongo Kabeya), né le 29 août 1982 à Kinshasa (république démocratique du Congo), est un chanteur, danseur et auteur-compositeur-interprète congolais. Il se fait connaître grâce à son intégration au sein du groupe Wenge Musica Maison Mère de Werrason durant 16 ans, jusqu'à sa démission en 2015. 
Il signe en 2015 avec Obouo Music, label du producteur ivoirien David Monsoh, et sort son premier single B.M, le 13 juillet 2016 récompensé Meilleur chanson de l’année aux Hapa Music Awards aux États-Unis. Son premier album Carrière d'honneur - Retirada est publié le 10 novembre 2016. 
Le 26 février 2021, il sort son deuxième et double album intitulé Mi-ange Mi-démon, tout simplement moi dont la première partie Tout simplement moi (Mi-ange) est publié le 18 décembre 2020.

## Biographie

### Jeunesse et Wenge BCBG (1982-1999)
Héritier Bondongo Kabeya est né le 29 août 1982 à Kinshasa au Zaïre. Héritier ne connaît pas son père, il est donc élevé par sa mère seule, Mariam, dans la commune de Bandalungwa. Il a toujours déclaré que ses trois modèles étaient Debaba, Papa Wemba et JB Mpiana.
Héritier apprend ses premières leçons de chant à la Paroisse Saint François de Kitambo à l'âge de 10 ans aux côtés du futur comédien Fiston Sai Sai et du soliste Patou Solo.
 C'est à l'âge de 14 ans qu'il fait la rencontre du futur batteur de Wenge MMM, Papy Kakol, et de Fila Basele avec qui il assistera aux répétitions du groupe Kibinda Nkoy avec des personnes telles que Fally Ipupa, l'actuel batteur de Wenge BCBG Seguin Mignon et l'actuel porte parole de Wenge BCBG Blanchard Mosaka.
En 1998, Héritier est repéré par Alain Mpela, un chanteur du groupe Wenge BCBG qui l'amène et le présente à JB Mpiana. Il est testé sur les chansons Mulolo et Nazareth. Désormais, il assiste donc aux répétitions et à certains concerts de BCBG, sous la responsabilité d'Alain Mpela et Jules Kibens, mais ce fut de courte durée car JB Mpiana décide de l'intégrer au groupe seulement lorsqu'il obtiendra son premier diplôme.

### Wenge Musica Maison Mère (1999-2015)
En 1999, Wenge BCBG et JB Mpiana sont en tournée au Zénith de Paris, cependant Héritier, resté à Kinshasa, est finalement repéré par un ami de Werrason, Sankara de Kunta, ce dernier étant le rival de JB Mpiana depuis la séparation de Wenge Musica en 1997, qui décide de le présenter à Werrason. Werrason décide, après avoir testé Héritier sur plusieurs chansons, d'aller voir la famille d'Héritier pour leur demander de prendre Héritier sous sa garde, c'est-à-dire, le faire habiter chez lui tout en continuant à l'envoyer à l'école car sa maman souhaitait qu'il obtienne son bac en premier lieu, . En alternance avec l'école, il est formé petit à petit sur sa voix pour qu'elle vienne de plus en plus mature afin d'être prêt à devenir un membre permanent du groupe. 
En 2000, la formation doit se produire à Bercy mais lors du voyage, il est laissé avec le guitariste Patient Kusangila durant une escale à Brazzaville. 
Lorsque le groupe regagne Kinshasa, il participe à la préparation de Kibuisa Mpimpa, premier album solo de Werrason en 2001, mais il ne pourra pas participer aux enregistrements en Europe dû au fait qu'il doit préparer ses examens à l'ISIPA. Ses vocaux sont donc interprétés par d’autres chanteurs du groupe. Malgré tout, il se fait connaître grâce aux cassettes d'interview du groupe à Kinshasa vendues en Europe (France, Belgique, Angleterre...).
La même année, il obtient son bac en commerce et informatique, et décide de se consacrer entièrement à la musique,. 
En 2002, l’année où Héritier sera réellement révélé au grand public, sous le nom de « Héritier Gucci » il participe au double Zénith de Paris de Werrason et du groupe le 26 et le 27 avril à seulement 19 ans. Il participe pour la première fois à un album studio intitulé A la queue leu leu dans la même année. Sur cet opus, il ne signe aucun titre, mais il co-écrit la chanson « J’en ai assez » avec Celeo Scram, il interprète en duo avec Ferré Gola la chanson Nostalgie de Elliot Mondombe et a sa voix sur presque toutes les chansons de l'album soit en vocaux solo soit en chœur signe de l’immense foi et espérance que Werra à placer autour de lui.
En 2004, une grande partie des musiciens quitte l'orchestre comme Ferré Gola, J.D.T. Mulopwe, Bill Clinton Kalonji, Serge Mabiala et autres, pour fonder le groupe « Les Marquis de Maison Mère » basé à Paris. Il est sur le point de les suivre mais comme il dit dans certaines interviews, il doit beaucoup à Werrason pour le laisser tomber de cette manière. La même année sort le maxi-single Alerte Générale : il y chante ses vocaux dans 2 chansons sur 3. Cet opus marque le début de la nouvelle génération du groupe Wenge Musica Maison Mère dont lui sera le chef d’orchestre assisté par le batteur Papy Kakol succédant ainsi à Ferre Gola.
En 2005, Werrason sort son 2e album solo Témoignage, Héritier co-mène la chanson Demi-Tour avec lui à la place des membres partis l'année précédente. 
En 2006, le groupe sort le maxi-single Sous-Sol, il obtient seulement des vocaux dans la chanson Simeon. Lors des tournées, il gagne en popularité, il est désormais vu comme la personne ayant le plus de succès dans le groupe après Werrason.
En 2008, il signe 2 chansons dans l'album Temps Présent "Mayi ya Sika", la première Confession intime (qui devait figurer dans le maxi-single Sous Sol mais Werrason préférait se limiter à 5 chansons) et la 2e Sol de mi amor. La même année, il joue pour la 3e fois au Zénith de Paris avec Werrason et le groupe. Durant ce concert, il est le seul chanteur à interpréter des solos vocaux avant l'entrée de Werrason.
En 2009 sort Techno Malewa Sans Cesse vol.1, il signe la chanson Par Amour. Les journalistes estiment qu'il pourrait obtenir plus de succès, s'il mettait moins de français dans ses chansons pour que la population, qui ne comprend pas le français, puisse comprendre ces parties-là.
Il participe pour la 4e fois au Zénith avec Werrason et  le groupe en 2010.
Le 11 juin 2011, Werrason, WMMM, Fally Ipupa, Magic System, Meiway  et d'autres artistes participent à la nuit africaine au Stade de France. Watanabe, étant devenu un membre permanent du groupe, participe également au concert. La même année sort Techno Malewa suite et fin, il signe une fois de plus une chanson nommé Remise et reprise, et interprète toute la première partie de la chanson Le prince de la ville écrite  par Werrason.
3 ans plus tard, en 2014, comme dans Temps Présent "Mayi ya Sika" en 2008, il est l'auteur-compositeur-interprète de deux chansons, Amour vrai et Kimberny Meilleur Choix, dans l'album Flèche Ingeta.
L'année suivante est synonyme de départ pour Héritier. Les mois de janvier, février et mars sont pris par les rumeurs annonçant le départ d'Héritier qui sont à chaque fois démenti par son patron Werrason,. En février, il réalise son premier concert sans Werrason ni le groupe à Mbuji-Mayi grâce au sponsoring de la marque Airtel. Il dépose finalement sa démission le 7 avril au secrétaire général du groupe. Deux jours après, Werrason et son staff répondent à la démission d'Héritier en lui demandant de réfléchir car il est encore très tôt pour qu'il commence une carrière solo.
En 16 ans de carrière dans Wenge Musica Maison Mère en plus d'être chanteur, il aura été respectivement : chargé de discipline, chef d'orchestre, vice-président du groupe et aura vécu 5 ans dans la résidence de son président Werrason.

### Carrière solo etRetirada(2015-2017)
Malgré la réponse négative de Wenge Musica Maison Mère, Héritier s'en va et organise une conférence de presse annonçant son début de carrière solo le 24 avril 2015 au Roméo Golf où il déclarera « Un enfant qui a atteint son âge de maturité doit déjà penser à quitter le toit familial en vue d’appliquer les rudiments de l’éducation acquise. Sans nul doute, Werrason est un grand formateur pétri de talent… »
Le 29 avril 2015, il effectue sa première répétition avec son groupe la Team Wata, durant laquelle, il reçoit la visite et le soutien de son ex-collègue Bill Clinton Kalonji,. Il tient cette répétition non loin de la Zamba Playa, lieu de répétition de Werrason et non loin de Chez Mama Kulutu 1, 2, 3, celui de Ferré Gola.
Néanmoins, il n'effectuera seulement quelques répétitions avant de changer et de se mettre au Kabinda Center.
Le 12 mai 2015, Héritier se rend à Paris pour y signer son contrat avec le producteur ivoirien David Monsoh (connu pour avoir produit des stars telles que Koffi Olomidé, Fally Ipupa, Lino Versace et Douk Saga) il signe un contrat de trois albums avec la maison de production Obouo Music de David Monsoh et de 5 ans d'édition Because Music pour un montant de 500 000 dollars,,.
Le 3 juillet 2015, il effectue le premier concert de sa carrière solo au Roméo Golf avec son orchestre la Team Wata. Il est le premier chanteur congolais à avoir fait un concert à guichet fermé sans avoir enregistré son premier album.
Le coffret CD-DVD de son premier concert au Roméo Golf sort le 5 octobre 2015.
En juin 2016, Héritier et son producteur annoncent que l'album se nommera Carrière d'honneur - Retirada et annonce la date de sortie pour le 29 août  à l'occasion de son anniversaire.
Le 13 juillet 2016, le premier single et clip du futur album Retirada, B.M sort et atteint plus de 100 000 vues le jour de sa sortie. 
Finalement, le 14 octobre, Hériter et David annoncent la date définitive de la sortie de l'album au 10 novembre 2016. 
Comme prévu, l'album sort le 10 novembre 2016, en versions CD, streaming et téléchargement légal. La version physique contient 14 titres, contrairement à la version digitale séparée en 2 volumes de 11 titres chacune. L'album contient 3 featurings, un avec Jack'Lov sur le titre Abeti Faux, un avec Wally Seck sur le titre Give Me ainsi qu'un autre avec Fababy sur le titre Cala Boca. 
Début janvier 2017, les producteurs de l'album annoncent que l'album a atteint les 20 000 exemplaires vendus.
La présentation officielle de l'album s'effectue le 10 février au Béatrice Hotel de Kinshasa.
Annoncé lors de la sortie de Retirada, Héritier devait se produire le 15 juillet 2017 à l'Olympia de Paris mais la salle de spectacle à déposer une demande d'annulation 2 jours plus tôt à la Préfecture de police de Paris dû aux Combattants (un groupe d'opposants au président congolais Joseph Kabila reprochant aux artistes congolais de soutenir ce dernier) qui menaçaient de commettre un "nouveau Bataclan" si l'artiste se produisait. Le même jour, la préfecture maintient toujours le concert mais indique qu'il devra commencer à 19 heures (au lieu de 20h prévu initialement) pour se terminer à 23 heures et que la tenue de toute manifestation en lien avec ce concert dans un vaste périmètre est interdit,, comme son compatriote, Fally Ipupa, qui devait jouer à La Cigale le 22 juin 2017. Le jour J, aux alentours de 17 heures, le préfet de police de Paris Michel Delpuech décide d'annuler le concert à cause des débordements produits par les Combattants vers la Place de l'Opéra, notamment en brûlant des poubelles et en incendiant un véhicule à 50 mètres de la salle,.
Pendant l’année 2018, il sortira plusieurs clips de son album et un générique inédit intitulé « 5ème Vitesse ».

### Mi-ange mi-démon, tout simplement moi(depuis 2018)
Fin 2018, il annonce sur Instagram que son deuxième album sortira courant 2019 et s’intitulera Mi-ange mi-démon. Le 26 novembre 2018, il sort un single intitulé La Reine de Saba, le clip est dévoilé le 11 janvier 2019.
L'enregistrement de l'album débute durant l'année 2018 et sa sortie est dans un premier temps annoncé pour le mois d'avril 2019 mais est successivement reporté à fin 2019 puis début 2020,.
Le 11 novembre 2020, Héritier Watanabe, désormais nommé officiellement Héritier Wata, annonce via sa page Instagram la sortie premier extrait de l'album Mi-ange mi-démon qu'est le single Désolé pour le 20 octobre 2020 ,. Le clip est publié le même jour et a été réalisé avec le réalisateur français Chris Macari. Le 26 novembre 2020, il annonce officiellement la sortie de son projet Mi-ange mi-démon, tout simplement moi pour le 18 décembre 2020 coïncidant avec la sortie d'autres projets d'artistes congolais. Le projet étant divisé en deux parties, seule la partie Mi-ange est publié le 18 décembre 2020. La seconde partie Mi-démon est publié le 26 février 2021 en même temps que le coffret physique contenant deux CDs représentant les deux parties. 

## Discographie

### Albums studio
- 2016 : Carrière d'honneur - Retirada
- 2020 : Tout simplement moi (mi-ange)
- 2021 : Tout simplement moi (mi-démon)
- 2024 : Chemin de la gloire

### Album live
- 2015 : Live au Roméo Golf Kinshasa
- 2019 : Concert au Palais de la culture Abidjan
- 2021 : Tout simplement moi (Live Kinshasa Showbuzz)
- 2025 : Live à la Seine Musicale

### Singles
- 2016 : B.M
- 2016 : Retirada
- 2017 : S'il te plaît
- 2018 : 5ème Vitesse
- 2019 : La reine de Saba
- 2020 : Désolé
- 2020 : Mi-ange mi-démon
- 2021 : Wosso
- 2023 : Opona nga
- 2024 : Makolo ciseaux
- 2025 : Zala (feat. Lobeso)

### Albums avec Werrason & Wenge Musica Maison Mère
- 2002 : À la queue leu leu
- 2003 : Tindika Lokito (Maxi-Single)

- 2004 : Alerte Générale (EP)
- 2005 : Témoignage
- 2006 : Sous-Sol (EP)
- 2008 : Temps Présent, Mayi ya Sika
- 2009 : Techno Malewa Sans Cesse vol. 1
- 2011 : Diata Bawu (Maxi-Single)
- 2011 : Techno Malewa Sans Cesse suite & fin
- 2012 : Satellite +2 (EP)
- 2013 : Éducation (Maxi-Single)
- 2014 : Flèche Ingeta

Il a également participé à l'album "Amour et moi" dans la chanson Seul de Gally Garvey